# Susanne Kaps
Susanne Kaps (* 31. Mai 1980 in Ost-Berlin) ist eine ehemalige deutsche Synchronsprecherin.

## Leben
Sie ist die Tochter des Schauspielers und Synchronsprechers Joachim Kaps und war bereits in der Kindheit als Synchronsprecherin tätig. Sie war unter anderem in den Filmen Ein Hund namens Beethoven und The Tribe – Welt ohne Erwachsene zu hören. 2007 beendete sie ihre Tätigkeit als Synchronsprecherin.

## Sprechrollen (Auswahl)
- 1992: Tom & Jerry – Der Film als „Robyn Starling“
- 1992: Ein Hund namens Beethoven: Sarah Rose Karr als „Emily Newton“
- 1993: Eine Familie namens Beethoven: Sarah Rose Karr als „Emily Newton“
- 1996: Detektiv Conan … als Ayumi Yoshida (Serie, Staffel 2–4)
- 1997: Maddy tanzt auf dem Mond: Elisha Cuthbert als „Sarah“
- 1997–2003: Buffy – Im Bann der Dämonen: Dania Ramírez als „Caridad“ (Serie)
- 1998: Disneys Große Pause … als Ashley Beaulet (Serie)
- 1999: The Tribe – Welt ohne Erwachsene: Beth Allen als „Amber“ (Serie)
- 2003: Cold Case – Kein Opfer ist je vergessen (Serie, diverse)
- 2004: Final Fantasy: Unlimited als „Ai Hayakawa“ (Serie)
- 2005: Magister Negi Magi als „Fuka Narutaki“ (Serie)
- 2006: Barbie in: Die 12 tanzenden Prinzessinnen als „Edeline“
- 2006: Coyote Ragtime Show als „April“ (Serie)
- 2006: Das Mädchen, das durch die Zeit sprang als „Sekimi Nowake“

## Hörspiele
- 1998:   Bibi und Tina, Folge 32: Das Schmusepony … als Anja Arnold